# Mamerto Esquiú
Mamerto Esquiú Medina, OFM, rodným jménem Mamerto de la Ascensión Esquiú (11. května 1826, San José de Piedra Blanca – 10. ledna 1883, Esquiú) byl argentinský římskokatolický duchovní, řeholník Řádu menších bratří, působící jako biskup z Córdoby. Katolická církev jej uctívá jako blahoslaveného.

## Život

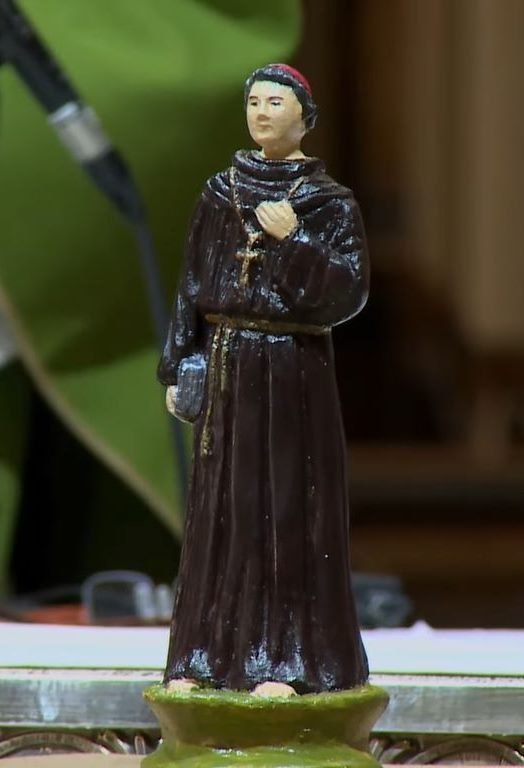
Jeho soška v katedrále Nejsvětější Trojice v Buenos Aires

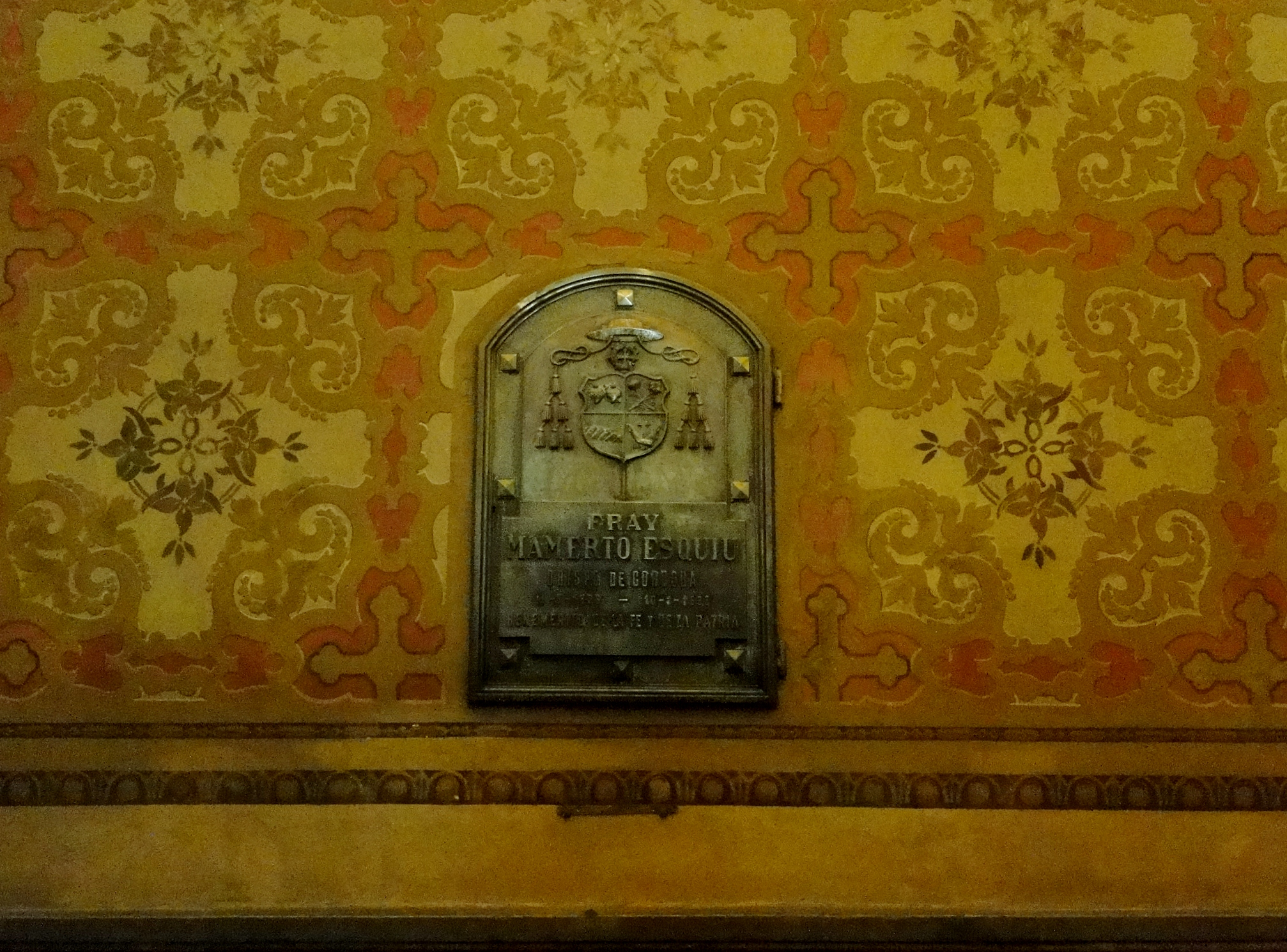
Jeho hrobka v katedrále Nanebevzetí Panny Marie v Córdobě

Narodil se dne 11. května 1826 v argentinském San José de Piedra Blanca rodičům Santiagu Esquiúovi a Marii de las Nieves Medina.
Matka ho naučila zbožnosti a během dospívání se rozhodl stát františkánským knězem. Dne 31. května 1836 zahájil svůj noviciát ve františkánském klášteře v Catamarce. Dne 14. července 1842 složil své doživotní řeholní sliby v Řádu menších bratří a dne 18. října 1848 byl vysvěcen na kněze. Dne 15. května 1849 sloužil svou primiční mši svatou. Poté, co v klášteře vystudoval zde sám také vyučoval filosofii a teologii. Mezi lety 1850–1860 vyučoval filosofii na škole, založené guvernérem Manuelem Navarro.
Během oslav tzv. velké války a složení nové ústavy pronesl dne 9. července 1853 slavné kázání před argentinským lidem. Stal se známým jako vlastenec, kdy ve svých kázáních podporoval nově sjednocenou Argentinu, její novou ústavu a hlavně poválečný mír. Kvůli tomu se stal velmi oblíbený, kdy jeho proslovy ocenil i guvernér Justo José de Urquiza.
Roku 1860 se usadil v Paraná, kde se stal soukromým pomocníkem prvního biskupa z Paraná Luise Gabriela Segury. Po biskupově smrti roku 1862 se přestěhoval do františkánského kláštera v Tarija v Bolívii. Roku 1867 jej arcibiskup ze Sucre Pedro José Puch i Solona povolal k sobě do Sucre, kde zůstal do roku 1872. Vydával zde noviny, ve kterých odsuzoval antiklerikalismus. Roku 1872 podepsal argentinský prezident Domingo Faustino Sarmiento a ministr Nicolás Avellaneda jeho jmenování arcibiskupem Buenos Aires. Jmenování však mimo jiné z politických důvodů nepřijal a místo toho se přestěhoval do Peru a poté do Guayaquilu v Ekvádoru.
V té době podnikl pouť do Říma a později do Jeruzaléma, kde na Velký pátek roku 1877 kázal v Chrámě Božího hrobu před davem lidí. V Itálii se setkal a hovořil s generálem františkánského řádu Bernardinem da Portogruaro. Roku 1878 se pak vrátil do svého rodného města.
Dne 27. února 1880 jej papež Lev XIII. jmenoval biskupem z Córdoby. Dne 12. prosince 1880 přijal v Buenos Aires z rukou arcibiskupa z Buenos Aires Federica Leóna Aneirose biskupské svěcení a dne 17. ledna 1881 byl slavnostně uveden do úřadu.
Zemřel dne 10. ledna 1883 v obci Esquiú. Jeho ostatky jsou uloženy v katedrále Nanebevzetí Panny Marie v Córdobě.
Jeho srdce však bylo vyjmuto a uloženo do františkánského kláštera v Catamarce. Zde bylo dne 30. října 1990 odcizeno a 7. listopadu téhož roku nalezeno nedaleko kláštera (viník nebyl nikdy dopaden). Dne 20. ledna 2008 bylo srdce podruhé ukradeno z pozlacené urny, která byla v klášteře ponechána. Později byl dopaden jistý Gemain Jasani, který se k činu přiznal a uvedl, že srdce hodil do odpadkového koše několik bloků od kláštera. Srdce se dosud nenašlo.

## Úcta
Jeho beatifikační proces započal dne 13. dubna 1978, čímž obdržel titul služebník Boží. Dne 16. prosince 2006 jej papež Benedikt XVI. podepsáním dekretu o jeho hrdinských ctností prohlásil za ctihodného. Dne 19. června 2020 byl uznán zázrak na jeho přímluvu, potřebný pro jeho blahořečení.
Blahořečen pak byl dne 4. září 2021 před kostelem sv. Josefa v Piedra Blanca. Obřadu předsedal jménem papeže Františka kardinál Luis Héctor Villalba.
Jeho památka je připomínána 11. května. Bývá zobrazován v biskupském, nebo řeholním oděvu.